# Aloe breviscapa
Aloe breviscapa (укр. Алое бревіскапа, Алое короткостеблове) — сукулентна рослина роду алое.

## Назва
Видова назва дана через коротке суцвіття, від лат. brevis — «короткий» і лат. scapus — «стебло»..

## Історія
Вперше описаний південноафриканським оптиком і ботаніком Гілбертом Вестакоттом Рейнольдсом та швейцарським ботаніком Петером Рене Оскаром Бейлі у 1958 році в журналі «Journal of South African Botany».

## Морфологічні ознаки
Рослини формують невеликі або великі групи. Листків 24, розташовані в щільних розетках, 30-35 x 8-10 см, ланцетні, висхідні, жорсткі, голубовато-сірі з червоним відтінком; поверхня суцільна або з декількома дуже короткими зубцями біля основи. Суцвіття заввишки до 50 см, з 3-6 розлогими гілками; китиці циліндричні, слабкі, 20-25 см завдовжки; приквітки 6×3 мм; квітоніжки 10-14 мм завдовжки. Квітки червоні, голі, нарізні; оцвітина, 26-30 мм завдовжки. Пиляки 2-3 мм. Приймочка 3-4 мм. Зав'язь 6×3 мм.

## Місця зростання
Aloe breviscapa — ендемічна рослина Сомалі. Росте уздовж південного краю хребта гір Аль-Маду в північній частині Сомалі. Зустрічається на вапняках в напівпустельній місцевості на висоті 1400 м над рівнем моря.

## Охоронні заходи
Aloe breviscapa — ендемік із північного Сомалі. Входить до Червоного списку Міжнародного союзу охорони природи видів, з найменшим ризиком (LC). Наразі не відомо, чи цей вид переживає занепад. Випасання худоби може представляти загрозу для цього виду, але, з огляду на віддаленість області, в якій він зростає ризик для ньоо оцінюється як найменший. У разі загроз, що будуть фіксуватися, буде необхідна повторна оцінка.
На природоохоронних територіях цей вид не зустрічається, тому що в Сомалі їх немає.
Вид включений до додатку II конвенції про міжнародну торгівлю видами дикої фауни і флори, що перебувають під загрозою зникнення (CITES).